# Республика Бенин (1967)
Республика Бенин (англ. Republic of Benin) — марионеточное государство, возникшее в Западной Африке на территории Нигерии в 1967 году во время гражданской войны. Название было дано в честь столичного города Бенин-Сити.
9 августа 1967 года эта территория была оккупирована Биафрой во время продвижения её вооружённых сил к Лагосу. Военным администратором 17 августа был назначен Альберт Оконкуо, который занимал эту должность до 19 сентября 1967 года. 19 сентября 1967 года Альберт Оконкво провозгласил независимость Республики Бенин от Нигерии, при этом приняв сторону Биафры в продолжающейся гражданской войне. В этот же день Альберт стал губернатором Республики Бенин.
Республика просуществовала чуть более суток. 20 сентября 1967 года она была ликвидирована после того, как нигерийские войска захватили эту территорию. Республика Бенин не была признана ни одной страной международного сообщества, даже Биафра не успела её признать из-за краткости существования этого государства. Большинство правительственных чиновников Республики Бенин бежали в Биафру через реку Нигер.